# St. Georg (Seelscheid)

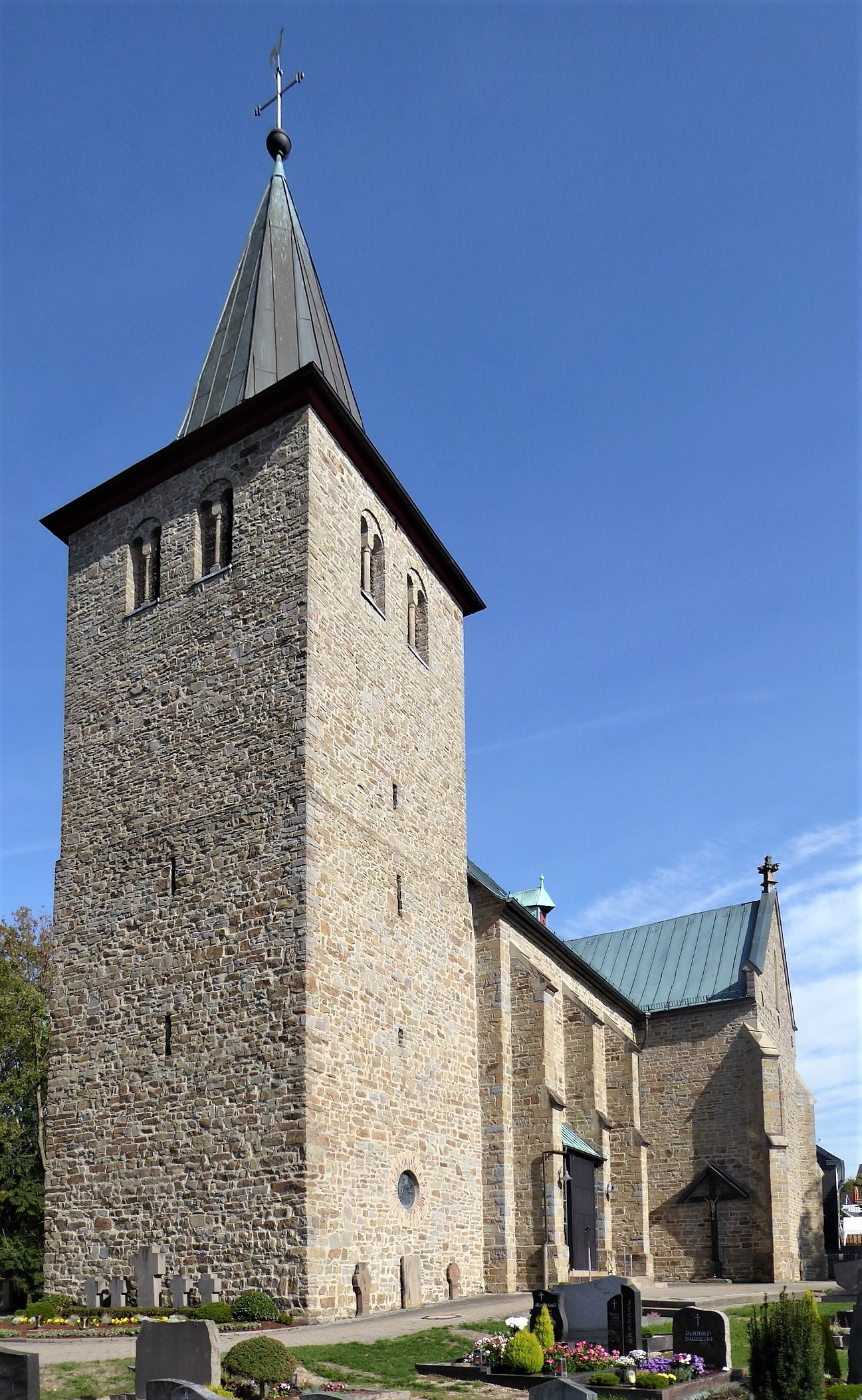
St. Georg zu Seelscheid

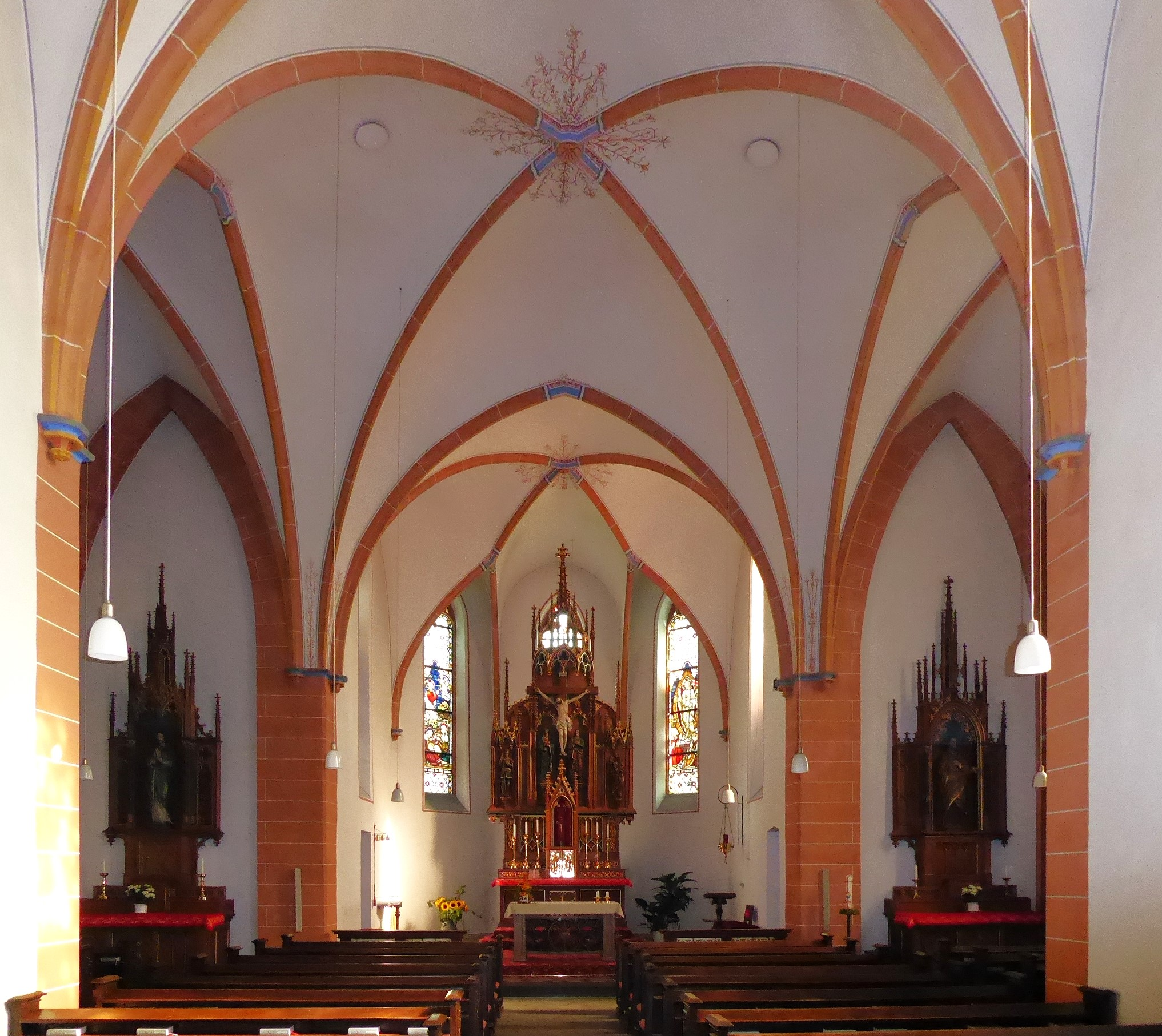
Inneres Richtung Chor

St. Georg ist die römisch-katholische Pfarrkirche von Seelscheid im Rhein-Sieg-Kreis in Nordrhein-Westfalen. Sie gehört heute zum Pfarrverband Neunkirchen-Seelscheid im Kreisdekanat Rhein-Sieg-Kreis (Erzbistum Köln).

## Geschichte
Der romanische Westturm von St. Georg entstand im 12.–13. Jahrhundert. Eine erste urkundliche Erwähnung des Gotteshauses fand aber erst im Jahr 1398 als zu St. Margareta in Neunkirchen gehörende Kapelle statt.
Im Jahr 1624 und später wurde St. Georg von Evangelischen und Katholiken gemeinsam genutzt. 1677 wurde dort offiziell ein Simultaneum eingerichtet, das bis 1824 bestand. Die Evangelischen errichteten in den 1850er Jahren eine eigene Evangelische Kirche in Seelscheid.
Parallel zur Errichtung der Evangelischen Kirche wurde auch das Langhaus von St. Georg niedergelegt und unter Beibehaltung des alten Turmes nach Plänen von Vincenz Statz 1856–59 eine einschiffige neugotische Kirche auf kreuzförmigem Grundriss errichtet. Der Turm wurde 1872 um ein neuromanisches Glockengeschoss mit Schieferpyramide aufgestockt.

## Glocken
Zu den drei teils mittelalterlichen Glocken von St. Georg aus den Jahren 1495 (Gießer unbekannt), 1519 (Heinrich II von Querraide) und 1818 (Gebr. Claren, Sieglar) goss die renommierte Glockengießerei Otto aus Hemelingen/Bremen im Jahr 1923 zwei weitere Bronzeglocken mit den Schlagtönen e′ und a′. Die größere e-Glocke wurde im Zweiten Weltkrieg eingeschmolzen. Anstelle dieser Glocke goss die Gießerei Mabilon aus Saarburg eine neue e-Glocke.